# ノーウェア
『ノーウェア』（英: Nowhere）は、1997年に製作されたアメリカ合衆国の映画。グレッグ・アラキ監督作品。

## キャスト
- ダーク・スミス：ジェームズ・デュヴァル
- モンゴメリー：ネイサン・ベクストン
- メル：レイチェル・トゥルー
- ルシファー：キャスリーン・ロバートソン
- コージー：デビ・メイザー
- クリス：キアラ・マストロヤンニ
- ディンバット：クリスティナ・アップルゲイト
- シャド：ライアン・フィリップ
- ヴァル＝チック（魅力的な女性）①：トレイシー・ローズ
- ヴァル＝チック（魅力的な女性）②：シャナン・ドハーティー
- ヴァル＝チック（魅力的な女性）③：ローズ・マッゴーワン
- ジャナ：デニス・リチャーズ
- リリス：ヘザー・グレアム
- ダークの母親：ビヴァリー・ダンジェロ
- ジュリー：ローレン・テューズ
- ゾーイ：ミーナ・スヴァーリ
- エッグ：サラ・ラセズ
- アリッサ：ジョーダン・ラッド
- エルビス：タイム・ルイス
- バート：ジェレミー・ジョーダン
- カウボーイ：ギレルモ・ディアズ
- モーゼスを助ける男：ジョン・リッター
- ダッキー：スコット・カーン
- ジャーソン・シモンズ[2]